# S. Janaki
Sishtla Sreeramamurthy Janaki (nacida el 23 de abril de 1938, Repalle, Guntur, Andhra Pradesh), comúnmente conocida como S. Janaki, es una cantante de playback india. Conocida por sus habilidades de modulación de su voz, ella ha interpretado temas musicales en diferentes lenguas nativas de su natal India, con más frecuencia en télugu, canarés, malabar, tamil y el hindi. 
A lo largo de su carrera musical que abarca más de cinco décadas, ha interpretado más de 35.000 canciones, ganando cuatro Premios Nacionales de Cine y 31 reconocimientos diferentes del Cine del Estado. Su asociación con el cantante y compositor SP Balasubramanyam Ilaiyaraaja es una de las combinaciones musicales más populares del sur de la India. Es conocida cariñosamente como "la Ruiseñora del Sur". Ha recibido un reconocimiento honorífico otorgado por la Universidad de Mysore y el premio "Kalaimamani" del estado de Tamil Nadu por el Gobierno del Estado.
En 2013, el Gobierno de la India anunció el premio "Padma Bhushan" para ella, a la edad de 74 años. La cantante se negó a aceptar este premio, porque llegó demasiado tarde y porque a los artistas del sur de la India no se les había extendido un merecido reconocimiento.

## Notables canciones Janaki con A. R. Rahman
| Año  | Título                    | Película                                  | Co - intérprete                |
| ---- | ------------------------- | ----------------------------------------- | ------------------------------ |
| 1993 | "Ottagathai Kattiko"      | Gentleman (film)                          | S. P. Balasubrahmanyam         |
| 1993 | "Kathaazha Kaattu Vazhi"  | Kizhakku Cheemayile                       | Jayachandran                   |
| 1994 | "Barota Barota"           | Vandicholai Chinraasu                     | S. P. Balasubrahmanyam         |
| 1994 | "Pakka Gentleman"         | Super Police                              | S. P. Balasubrahmanyam         |
| 1994 | "Erani Kuradhani"         | Kadhalan                                  | S. P. Balasubrahmanyam         |
| 1995 | "Taniye Taniye"           | Rangeela (film) (Tamil Dubbed)            | Solo Replacing Asha Bhosle     |
| 1998 | "Nenjinile Nenjinile"     | Dil Se..(Tamil Dubbed)                    | Solo Replacing Lata Mangeshkar |
| 1998 | "Roja Rojappu"            | Doli Saja Ke Rakhna (Oonjal Tamil Dubbed) | Solo Replacing Sadhana Sargam  |
| 1999 | "Margazhi Thingal Allava" | Sangamam                                  | P. Unni Krishnan               |
| 1999 | "Kadhal Kaditham"         | Jodi (film)                               | Unni Menon                     |
| 1999 | "Mudhalvanae"             | Mudhalvan                                 | Shankar Mahadevan              |
| 2001 | "Endhan Nenjil"           | Alli Arjuna                               | Srinivas                       |
| 2004 | "Anjanam"                 | Udhaya                                    | S. P. Balasubrahmanyam         |

## Notables canciones Janaki conKamal HaasanyRajinikanth
| Año  | Título                | Película                  | Director musical |
| ---- | --------------------- | ------------------------- | ---------------- |
| 1978 | "Ninaivo Oru Paravai" | Sigappu Rojakal           | Ilaiyaraaja      |
| 1986 | "Vikram Vikram"       | Vikram                    | Ilaiyaraaja      |
| 1986 | "Vanithamani"         | Vikram                    | Ilaiyaraaja      |
| 1990 | ""Sundhari Neeyum""   | Michael Madhana Kamarajan | Ilaiyaraaja      |
| 1991 | "Kanmani Anbodu"      | Guna                      | Ilaiyaraaja      |
| 1991 | "Unnai Naan"          | Guna                      | Ilaiyaraaja      |
| 1992 | "Inji Idupalaga"      | Thevar Magan              | Ilaiyaraaja      |
| 1992 | "Adikuthu Kuliru"     | Mannan (film)             | Ilaiyaraaja      |

## Discografía parcial en telugu
| Año  | Película                         | Canciones |
| ---- | -------------------------------- | --- |
| 1972 | Bala Mitrula Katha               | Gunna mamidi komma meeda |
| 1978 | Padaharella Vayasu               | Sirimallepoovaa Sirimallepoovaa, Vayasanta Mudupugatti Vastantale Adukundaam, Kattukathalu Nenu Cheppi Navviste, Pantachelo Paalakanki Navvindi |
| 1981 | Aakali Rajyam                    | Kanne Pillavani, Tu Hai Raja Mai Hu Rani |
| 1981 | Saptapadi                        | Govullu Tellana, Marugelara, Nemaliki Nerpina, Om Jataveda, Bhamane                                                                             |
| 1981 | Mouna Geetam                     | Paruvama chilipi parugu |
| 1982 | Nireekshana                      | Aakasam Enatido, Yamuna Enduku Nuvvu |
| 1982 | Manchupallaki                    | nee kosame memandaram, meghamaa, dehamaa |
| 1983 | Sitara                           | Vennello Godari Andam, Jilibili Palukula, Ku Ku Ku, Nee Gaanam                                                                                  |
| 1983 | Abhilasha                        | Vela Paala Ledu, Banthi Chamanthi, Eureka!, Urakalai Godavari, Sande Podulakaada                                                                |
| 1983 | Saagara Sangamam                 | Om Nama Sivaya, Mounamelanoyi, Baalakanamaya |
| 1984 | Challenge                        | Induvadana, Manase Maikam, Sayamkalam, Om Shanthi, Bhaama Eethippalu                                                                            |
| 1985 | Atmabandhuvu                     | Patti techhanule |
| 1985 | Preminchu Pelladu                | Ee Chaitra Veena, Gopemma chethulo, Nirantharamu vasnathamule, Vayyari Godaramma                                                                |
| 1985 | Swathi Muthyam                   | Suvvi Suvvi, Manasu Palike, Chinnari Ponnari Kittaya                                                                                            |
| 1985 | Ladies Tailor                    | Porapatidi, Hayamma hayamma |
| 1986 | Khaidi No. 786                   | Guvva Gorinka Tho, Chali Gaali Kottindammo, Raito Ato Ito                                                                                       |
| 1986 | Rakshasudu                       | Malli malli, Nee meeda naku |
| 1986 | Alapana                          | Priyatama, Aa kanulalo, Kalise prathi |
| 1987 | Aaradhana                        | Teeganai mallelu |
| 1987 | Abhinandana                      | Chukkalanti Ammayi Chakkanaina Abbayi, Manchu Kurise Velalo, Rangulalo Kalavo                                                                   |
| 1989 | Geetanjali                       | Om namaha |
| 1990 | Jagadeka Veerudu Atiloka Sundari | Andalalo, Priyatama, Yamaho |
| 1990 | Anjali                           | Iravu Nilavu |
| 1990 | Bobbili Raja                     | Kanyakumari, Oddante Vinade |
| 1991 | Guna                             | Kanmani anbodu |
| 1990 | Kondaveeti Donga                 | Kolo Kollamma, Sri Anjaneyam, Tip Top Look |
| 1991 | Nirnayam                         | Eppudepudani, Mila Mila |
| 1991 | Killer                           | Piliche Kuhu Kuhu, Oh Rabbi Yendabba |
| 1991 | Aditya 369                       | Centurilu kottey vayassu |
| 1992 | Alapana                          | Aakanulalo, Kalise Prathi, Priyathama |
| 1992 | Chinnarayudu                     | Bujji Pitta, Bulli Pitta |
| 1998 | Anthapuram                       | Sooredu Poova |
| 1999 | Jodi                             | Kadile Kalame |

## Premios y honorarios
Premio nacional del Cine:
- 1977 - Best Female Playback Singer - (Song: "Senthoora Poove") 16 Vayathinile, Tamil Film[1]
- 1981 - Best Female Playback Singer - (Song: "Ettumanoorambalathil") Oppol, Malayalam Film[1]
- 1984 - Best Female Playback Singer - (Song: "Vennello godari andham") Sithara, Telugu Film[1]
- 1992 - Best Female Playback Singer - (Song: "Inji Iduppazhagha") Devar Magan, Tamil Film[1]

Premio Nacional del Estado de Kerala:
- 1970 – Best Female Playback Singer – Sthree[1]
- 1972 – Best Female Playback Singer – Pulliman[1]
- 1974 – Best Female Playback Singer – Chandrakantham[1]
- 1976 – Best Female Playback Singer – Aalinganam[1]
- 1977 – Best Female Playback Singer – Madanolsavam[1]
- 1979 – Best Female Playback Singer – Thakara[1]
- 1980 – Best Female Playback Singer – Manjil Virinja Pookkal,Chamaram,Aniyatha Valakal[1]
- 1981 – Best Female Playback Singer – Various Films[1]
- 1982 – Best Female Playback Singer – Various Films[1]
- 1983 – Best Female Playback Singer – Various Films[1]
- 1984 – Best Female Playback Singer – Kanamarayathu[1]

Premio Nacional del Estado de Orissa :
- 1986 - Best Female Playback Singer - Ei Aama Sansar[1]

Premios Nandi:
- 1980 - Best Female Playback Singer - Sri Vasavi Kanyaka Parameswari Mahatyam[1]
- 1981 - Best Female Playback Singer - Sapthapadhi[1]
- 1983 - Best Female Playback Singer - Sitara[1]
- 1985 - Best Female Playback Singer - Pratighatana[1]
- 1986 - Best Female Playback Singer - Aruna Kiranam[1]
- 1988 - Best Female Playback Singer - Janaki Ramudu [1]
- 1994 - Best Female Playback Singer - Bhairava Dweepam[1]
- 1997 - Best Female Playback Singer - Thodu[1]
- 1998 - Best Female Playback Singer - Anthapuram[1]
- 2000 - Best Female Playback Singer - Sri Sai Mahima[1]

Premio Nacional del Cine del Estado de Tamil Nadu:
- 1970 – Best Female Playback Singer – Namma Kuzhanthaigal[1]
- 1977 – Best Female Playback Singer – 16 Vayathinile[1]
- 1979 – Best Female Playback Singer – Uthiripookkal[1]
- 1981 – Best Female Playback Singer – Moondram Pirai[1]
- 1982 – Best Female Playback Singer – Kaadhal Oviyam[1]
- Best Female Playback Singer – Various Films[1]
- 1999 – Best Female Playback Singer – Sangamam[1]

Premios Filmfare Awards:
- 1986: Filmfare Award for Best Female Playback Singer – Nomination – "Yaar Bina Chain Kahan Re(Saaheb)

Honorarios especiales:
- 1986 - Kalaimamani from the Government of Tamil Nadu[1]
- 1987 - Sursinger Award for Mayuri (film) (Hindi Version)[1]
- 1997 - Filmfare Lifetime Achievement Award – South[1]
- 2002 - Cinema 'Achiever Award' from the Government of Kerala[1]
- 2001 - Special Jury Swaralaya Yesudas Award for outstanding performance in music[1]
- 2006 - Favourite Female Playback Singer Vijay Awards
- 2009 - Honorary doctorate from the University of Mysore for contributions to Kannada Cinema[1]
- 2011 - "Basava Bhushan" Award from Karnataka
- 2012 - Evergreen Voice of Indian Cinema Vijay Music Awards[2]
- 2013 - Maa Music Life Time achievement award by Maa Music Awards[3]
- 2013 - Padma Bhushan Award from Government of India(She refused to accept it citing too late and too little)
- 2013 - Lifetime Achievement Award from Udaya Film Awards[4]

Otros premios:
- First Recipient of M S Baburaj Award]][1]
- First Recipient of P Susheela[1]
- Madhavapeddi Sathyam Award[1]
- Vayalar Award for contribution to Malayalam Film Music[1]
- Geeta Dutt Award from Andhrapradesh Government[1]
- Chi Udayashankar Award[1]
- Sangeetha Ganga Gayana Award[1]
- Sangeetha Rathna by Sangeetha Kalavedika[1]
- Singer of the Century Award[1]